# Eluveitie
Eluveitie ([ɛlˈveɪti]) este o formație folk metal elvețiană din Winterthur, Zürich fondată de către Chrigel Glanzmann. Trupa s-a format în 2002, iar în 2003 au lansat primul lor EP, Vên. În iunie 2006 formația a lansat primul album de studio complet, Spirit. În noiembrie 2007, Eluveitie a semnat un contract cu Nuclear Blast
Primul produs al colaborării lor, Slania, a fost lansat în februarie 2008. Albumul s-a clasat pe poziția 35 în clasamentele muzicale elvețiene  și pe poziția 72 în topurile germane.
Eluveitie utilizează instrumente tradiționale pe lângă chitare și vocal aspru. Versurile sunt deseori în limba galică, care acum e pe cale de dispariție. Denumirea formației provine de la inscripția de pe un vas din Mantua (ca. 300 a.Chr.).

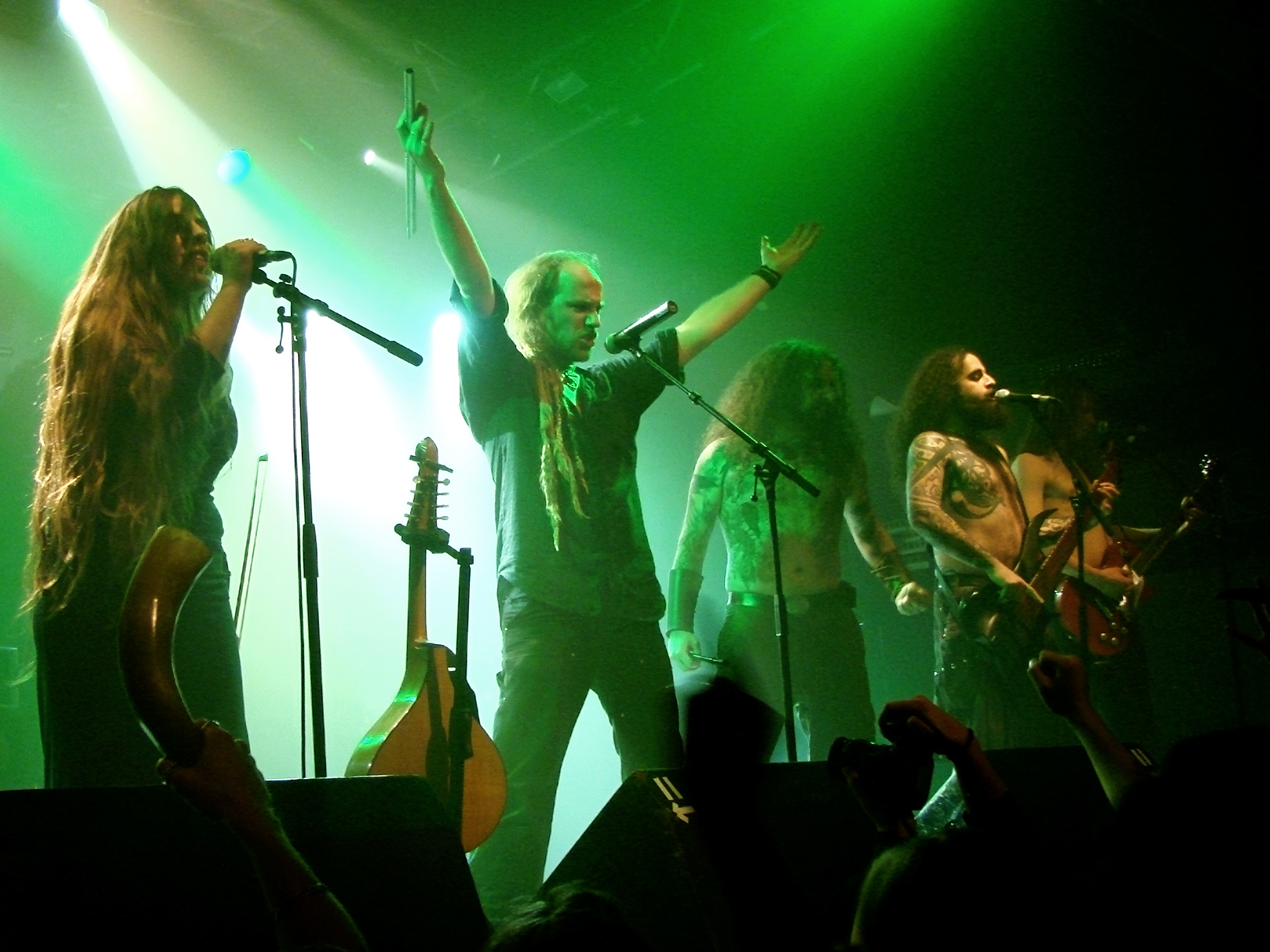
Eluveitie la Cernunnos Fest

## Membrii formației
| - Fabienne Erni - vocal, harpă celtică, mandolină (2017-prezent) - Chrigel Glanzmann – vocal, mandolină, fluier, pipe, gaita, chitară acustică, bodhrán, harpă (2002–prezent) - Merlin Sutter – baterie (2004–prezent) - Ivo Henzi – chitară ritmică (2004–prezent) - Kay Brem – chitară bas (2008–prezent) - Patrick Kistler – bagpipes, fluiere (2008–prezent) - Rafael Salzmann - chitară (2012–prezent) - Shir-Ran Yinon - vioară (2015–prezent) - Fredy Schnyder – Hammered Dulcimer (2009, 2011) - Mina the Fiddler – 5-string viola (2009) - Oliver Sa Tyr – Irish Bouzouki (2009) - Alan Averill – vocal (2009) - Torbjörn "Thebon" Schei – vocal (2010) - Brendan Wade – pipe (2010) - Dannii Young – voce (2010) | - Meri Tadić – vioară, vocal (2003–2013) - Simeon Koch – chitară, vocal (2004–2012) - Sevan Kirder – bagpipes, flaut, fluier, vocal (2003–2008) - Rafi Kirder – chitară bas, vocal (2004–2008) - Severin Binder – vocal (2004–2006) - Linda Suter – scripcă, vocal (2003–2004) - Sarah Kiener – hurdy gurdy, crumhorn, acordeon, vocal (2005–2006, invitat 2009) - Dani Fürer – chitară solo (2003–2004) - Dide Marfurt – hurdy gurdy, bagpipes (2003–2004) - Gian Albertin – bas, vocal, efecte sonore (2003–2004) - Dario Hofstetter – baterie (2003–2004) - Yves Tribelhorn – chitară ritmică (2003–2004) - Philipp Reinmann – bouzouki (2003–2004) - Mattu Ackerman – scripcă (2003–2004) - Nicole Ansperger – vioară (2013-2015) - Anna Murphy – hurdy gurdy, vocal (2006–2016) |

## Discografie
- Vên (2003)
- Spirit (2006)
- Slania (2008)
- Evocation I: The Arcane Dominion (2009)
- Everything Remains (As It Never Was) (2010)
- Helvetios (2012)
- Origins (2014)
- Evocation II: Pantheon (2017)
- Ategnatos (2019)